# Kaltblütig (Roman)

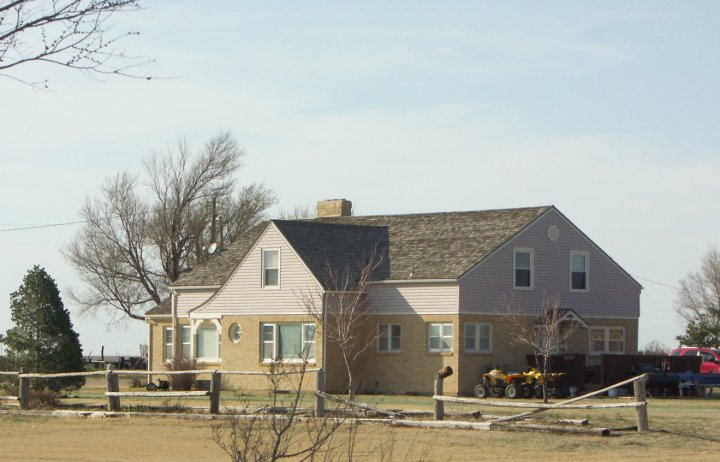
Das Clutter-Haus, 2009

Kaltblütig (Originaltitel: In Cold Blood) ist der Titel eines 1965 (offiziell 1966) erschienenen Romans von Truman Capote und von dessen Verfilmung aus dem Jahr 1967. Die erste deutsche Übersetzung trug den Untertitel Wahrheitsgemäßer Bericht über einen mehrfachen Mord und seine Folgen. 
Das Buch galt seit dem Vorabdruck in der Zeitschrift The New Yorker als literarische Sensation und ist die detaillierte Rekonstruktion der grauenhaften Morde an der vierköpfigen Farmerfamilie Clutter auf ihrem bei Holcomb im Westen von Kansas gelegenen Anwesen im November 1959. Mit dem Buch wollte Truman Capote einen „non-fiktionalen Roman“ erschaffen, der beweisen sollte, dass eine Tatsachenerzählung genauso spannend sein kann wie ein raffinierter Thriller. Damit wurde er zum Wegbereiter eines neuen Genres, des New Journalism.

## Handlung
Der Roman handelt von einem wahren Verbrechen, der kaltblütigen Ermordung einer von allen geachteten Familie. Am 15. November 1959 dringen der 31-jährige Perry Edward Smith und der 28-jährige Richard Eugene Hickock (genannt Dick), ehemalige Häftlinge, in das Haus des wohlhabenden Herbert W. Clutter ein; sie vermuten in einem Geldschrank mehrere tausend Dollar. Als sie lediglich etwa 40 Dollar finden, ermorden sie das Ehepaar Clutter sowie deren Sohn Kenyon und Tochter Nancy. Nancys Freund, der 17-jährige Bobby Rupp, entgeht dem Gemetzel nur zufällig, weil er kurz vor dem Eintreffen der Mörder das Haus verlassen hat.
Capote bezog auch die lange Vorgeschichte der Tat in seinen Roman ein. Etwa 1948 hat Floyd Wells, ein Gefängnisinsasse, als Farmarbeiter einen Winter lang auf der River Valley Farm der Clutters gearbeitet. Er hat Herbert Clutter als den nettesten Arbeitgeber seines Lebens kennengelernt, erzählt aber fatalerweise seinem Zellengenossen Richard Hickock von dem wohlhabenden Farmer und von dessen Familiensituation. Was in Holcomb, dem Wohnort der Clutters, allgemein bekannt ist, nämlich, dass Herbert Clutter neben anderen Prinzipien – er ist strikter Abstinenzler – auch den Grundsatz vertritt, niemals größere Mengen Bargeld im Haus zu haben, gibt er aber nicht an Hickock weiter. Kaum hat Hickock von den Clutters gehört, beginnt er, darüber zu phantasieren, die Familie umzubringen, und malt seinem Zellengefährten in allen Einzelheiten aus, wie er vorgehen will. Deshalb weiß dieser ehemalige Farmarbeiter, als er im Radio von dem Clutter-Mord hört, sofort, wer der eine der beiden Täter sein muss: Richard Hickock, der die Bekanntschaft seines späteren Mittäters, Perry Edward Smith, ebenfalls im Gefängnis gemacht hat.
Im Gegensatz zu Hickock, der eine relativ normale Vorgeschichte hat, ist Smith von Kindheit an mit Gewalt und Verbrechen konfrontiert. Seine Mutter, die indianische Rodeoreiterin Florence Buckskin, beginnt zu trinken und verlässt seinen Vater Tex John Smith nach zahlreichen Streitereien und einem elenden Wanderleben. Die Kinder landen bald in Heimen, wo der Bettnässer Smith seiner Aussage nach sadistisch gequält wird. Später zieht er mit seinem Vater, einem Querkopf irischer Abstammung, der sich gerne „Lone Wolf“ nennt, umher und verbringt auch einige Zeit mit ihm in Alaska. Trotz seiner Begabung auf verschiedenen Gebieten erhält er keine angemessene Schulbildung. Weitere Stationen seines Lebens sind der Koreakrieg, ein Motorradunfall, der eine bleibende körperliche Behinderung hinterlässt, welche mit ständigen starken Schmerzen verbunden ist, und schließlich der erste Gefängnisaufenthalt, der ihn mit Hickock zusammenführt. Auch Hickock hat einen schweren Verkehrsunfall mit Kopfverletzungen überlebt, sein Vater führt diesen vor Gericht an und meint, danach eine Wesensänderung zum Schlechten bei seinem Sohn beobachtet zu haben. Die Staatsanwaltschaft verweist auf eine vor dem Unfall verhängte Vorstrafe und entkräftet damit diese Argumentation. 
Eigentlich will Smith mit Hickock nach Verbüßung der Strafe nichts mehr zu tun haben, doch nach einer Enttäuschung – ein anderer Bekannter aus der Haftzeit, den er unbedingt noch einmal treffen wollte, ist spurlos verschwunden – lässt er sich überreden, die Clutters zu überfallen. 
Nachdem Smith und Hickock festgestellt haben, dass das Haus gar keinen Safe enthält und Clutter auch kaum Bargeld bei sich hat, drängt Smith darauf, die Farm schleunigst wieder zu verlassen und die Familie am Leben zu lassen. Doch die Clutters könnten die Täter identifizieren und Hickock will das Haus nicht verlassen, ohne die Tochter vergewaltigt zu haben. Dass dies der eigentliche Hintergrund des Einbruchs war, gesteht er erst einige Zeit nach seiner Verhaftung. Smith hindert seinen Partner zwar an der Ausführung dieser Tat, lässt sich aber letzten Endes überzeugen, dass die Morde unumgänglich sind, und erschießt im Beisein Hickocks alle vier Mitglieder der Familie. 
Die Ermittler um den FBI-Agenten Alvin Dewey suchen die geflohenen Mörder. Diese werden im Januar 1960 in einem gestohlenen Fahrzeug aufgegriffen, zum Tod durch den Strang verurteilt und am 14. April 1965 hingerichtet.

## Wirkung
In Truman Capotes Tatsachenroman, der auch die rastlose Flucht Hickocks und Smiths sowie ihren jahrelangen Gefängnisaufenthalt bis zur Hinrichtung detailgetreu und fesselnd beschreibt, wird die Bluttat als ein „psychologischer Unfall“ geschildert. Zumindest Smith scheint einfach in eine Situation hineingeraten zu sein, aus der er – fasziniert wie vor einem spannenden Film – schon deswegen nicht mehr ausbricht, weil er „wissen will, wie es weitergeht“. Und als er Herbert Clutter, den wohlsituierten, angesehenen Farmer, tötet, empfindet er, als müsse dieser Repräsentant des Normalen und Ersehnten dafür büßen, dass er immer zu kurz gekommen ist. Obwohl ein solcher Hass- und Racheakt von einer völligen Verschiebung aller Werte und einer deutlichen Persönlichkeitsstörung zeugt, kann man beim Lesen Perry Smith nicht immer alle Anteilnahme verwehren.
So liefert Capote durch seine detaillierte Beschreibung der Lebensläufe zweier Mörder einen Hintergrund für die anfangs völlig unbegreifliche Tat.
Für die Ästhetik nachfolgender Serien- und vor allem Dokumentarformate im Bereich True Crime war laut dem Medienwissenschaftler Herbert Schwab der Roman stilbildend.

## Publikationsdaten
- Kaltblütig. Wahrheitsgemäßer Bericht über einen mehrfachen Mord und seine Folgen. Übersetzung: Kurt Heinrich Hansen. Wiesbaden: Limes 1966. – Dass., ders., Bln. 1968. – Dass., ders., Reinbek 1969 (rororo).
- Kaltblütig. Aus dem Amerikanischen neu übersetzt von Thomas Mohr. Hg.: Anuschka Roshani. Zürich: Kein & Aber 2007. ISBN 978-3-0369-5161-4

## Verfilmungen
Der Roman wurde zweimal verfilmt. Die erste Fassung aus dem Jahre 1967 stammt vom Regisseur Richard Brooks, der den Film vor allem als Statement gegen die Todesstrafe inszenierte. Eine weitere Fassung in Form eines TV-Zweiteilers entstand 1996 unter der Regie von Jonathan Kaplan. Die Rollen der Mörder Hickock und Smith übernahmen der aus der Serie Emergency Room bekannte Darsteller Anthony Edwards und Julia Roberts Bruder Eric.
Die Entstehungsgeschichte des Romans und Capotes Kampf mit sich selbst schildern zwei Filme der Regisseure Bennett Miller und Douglas McGrath. In Millers Film Capote (2005) schlüpfte der Schauspieler Philip Seymour Hoffman in die Rolle des Schriftstellers, wofür er 2006 den Academy Award als bester Hauptdarsteller erhielt, während Catherine Keener den Part von Capotes Jugendfreundin Harper Lee verkörperte. In McGraths Film Kaltes Blut – Auf den Spuren von Truman Capote (2006) spielt Toby Jones Truman Capote, Sandra Bullock stellt Harper Lee dar.

## Hörspielbearbeitung
2002 entstand beim Bayerischen Rundfunk eine dreiteilige Hörspielfassung. Mit Gerhard Garbers, Harry Täschner, Ulli Philipp, Laura Maire, Renate Grosser, Jens Wawrczeck, Jochen Striebeck, Peter Rühring, Karin Anselm, Margrit Carls, Rainer Bock, Helmut Stange, Elisabeth Endriss, Wolfgang Hinze, Rolf Illig, Reinhard Glemnitz, Andreas Neumann u. v. a. Bearbeitung und Regie: Irene Schuck.